# Furia de iura campanorum
Furia de iura campanorum va ser una antiga llei romana instada pel pretor Luci Furi, quan eren cònsols Fosi i Gai Plauci Decià, l'any 425 de la fundació de Roma (328 aC) que determinava la sort dels habitants de Càpua després que aquesta ciutat s'hagués sotmès a Roma.